# Lannea fulva
Lannea fulva är en sumakväxtart som först beskrevs av Engi., och fick sitt nu gällande namn av Adolf Engler. Lannea fulva ingår i släktet Lannea och familjen sumakväxter. Inga underarter finns listade i Catalogue of Life.